# Wayne H. Bowen
Wayne H. Bowen (n. 1968) es un historiador e hispanista estadounidense, profesor de Southeast Missouri State University.

## Biografía
Nació en 1968. Catedrático en Southeast Missouri State University, es autor de obras como Spaniards and Nazi Germany: Collaboration in the New Order (University of Missouri Press, 2000), en la que aborda las relaciones del régimen de Franco con el Tercer Reich; Spain during World War II (University of Missouri Press, 2006); o Spain and the American Civil War (University of Missouri Press, 2011), un estudio sobre la posición y situación de España respecto a la guerra civil estadounidense; entre otras. En 2016 preparaba un libro sobre Harry S. Truman, España y la Guerra Fría.